# Karl Gustaf Lennander
Karl Gustaf Lennander, född 20 maj 1857 i Kristianstad, död 15 mars 1908 i Uppsala, var en svensk läkare.
Lennander blev student vid Uppsala universitet 1875, medicine licentiat vid Karolinska institutet 1886, disputerade för medicine doktorsgraden i Uppsala 1887 på avhandlingen Om tracheotomi för croup samt promoverades året därpå. Han utnämndes samma år till docent och 1891 till professor i kirurgi och obstetrik vid Uppsala universitet.
Lennander publicerade ett stort antal studier inom kirurgi och gynekologi, särskilt i avseende på operativ behandling. Under åren 1889–1907 ägnade han sig främst åt appendicitens och peritonitens patologi och terapi. Under sina senare levnadsår ägnade han särskild uppmärksamhet åt frågan om känseln i inre organ och vävnader, särskilt inom bukhålan; hans uttalanden riktade uppmärksamheten på detta dittills föga beaktade spörsmål och gav upphov till många nya undersökningar.
Lennanders arbeten trycktes till större delen i Uppsala läkarförenings förhandlingar samt i översättning i flera utländska tidskrifter. Av sin efterlämnade förmögenhet testamenterade Lennander största delen till fonder hos bland annat Uppsala universitet och Svenska Läkaresällskapet. Lennander blev ledamot av Vetenskapssocieteten i Uppsala 1893, Vetenskaps- och vitterhetssamhället i Göteborg 1902 och Kungliga Vetenskapsakademien 1905.
Karl Gustaf Lennander ligger begravd på Uppsala gamla kyrkogård.